# Issel, Aude

Issel este o comună în departamentul Aude din sudul Franței. În 1 ianuarie 2022 avea o populație de 484 de locuitori.